# Lista de inscrições ao Oscar de melhor filme estrangeiro em 1999
Esta é uma lista das inscrições ao Oscar de Melhor Filme Estrangeiro para a edição de 1999. A Academia de Artes e Ciências Cinematográficas convidou indústrias cinematográficas de diversos países para selecionar um filme para concorrer à categoria de melhor filme estrangeiro no Oscar.
As produções representantes foram exibidas originalmente em seu país de origem de 1 de outubro de 1997 a 30 de setembro de 1998. No mundo lusófono, o Ministério da Cultura do Brasil inscreveu Central do Brasil e a Academia Portuguesa das Artes e Ciências Cinematográficas, Inquietude; o brasileiro foi indicado ao Oscar 1999 na categoria de filme estrangeiro e de melhor atriz para Fernanda Montenegro.

## Inscrições
| País               | Título                       | Língua       | Diretor(es)                           | Resultado   |
| ------------------ | ---------------------------- | ------------ | ------------------------------------- | ----------- |
| Alemanha           | Lola rennt                   | Alemão       | Tom Tykwer                            | Não avançou |
| Argentina          | Tango, no me dejes nunca     | Espanhol     | Carlos Saura                          | Indicado    |
| Áustria            | Die Siebtelbauern            | Alemão       | Stefan Ruzowitzky                     | Não avançou |
| Bélgica            | Rosie                        | Holandês     | Patrice Toye                          | Não avançou |
| Brasil             | Central do Brasil            | Português    | Walter Salles                         | Indicado    |
| Canadá             | Un 32 août sur terre         | Francês      | Denis Villeneuve                      | Não avançou |
| China              | Genghis Khan                 | Mandarim     | Sai Fu e Mai Lisi                     | Não avançou |
| Colômbia           | La vendedora de rosas        | Espanhol     | Víctor Gaviria                        | Não avançou |
| Croácia            | Transatlantic                | Croata       | Mladen Juran                          | Não avançou |
| Dinamarca          | Festen                       | Dinamarquês  | Thomas Vinterberg                     | Não avançou |
| Eslováquia         | Rivers of Babylon            | Eslovaco     | Vlado Balco                           | Não avançou |
| Espanha            | El abuelo                    | Espanhol     | José Luis Garci                       | Indicado    |
| Filipinas          | Sa Pusod ng Dagat            | Filipino     | Marilou Diaz-Abaya                    | Não avançou |
| Finlândia          | Kuningasjätkä                | Finlandês    | Markku Pölönen                        | Não avançou |
| França             | La vie rêvée des anges       | Francês      | Erick Zonca                           | Não avançou |
| Grécia             | Mia aioniótita kai mia méra  | Grego        | Theo Angelopoulos                     | Não avançou |
| Hong Kong          | Xiang Gang zhi zao           | Cantonês     | Fruit Chan                            | Não avançou |
| Hungria            | Romani kris - Cigánytörvény  | Húngaro      | Bence Gyöngyössy                      | Não avançou |
| Índia              | Jeans                        | Hindu        | S. Shankar                            | Não avançou |
| Indonésia          | Daun di Atas Bantal          | Indonésio    | Garin Nugroho                         | Não avançou |
| Irão               | Bacheha-Ye aseman            | Persa        | Majid Majidi                          | Indicado    |
| Islândia           | Stikkfrí                     | Islandês     | Ari Kristinsson                       | Não avançou |
| Israel             | Qirqas Palestinah            | Árabe        | Eyal Halfon                           | Não avançou |
| Itália             | La vita è bella              | Italiano     | Roberto Benigni                       | Venceu      |
| Japão              | Ai o Kou Hito                | Japonês      | Hideyuki Hirayama                     | Não avançou |
| Líbano             | West Beyrouth                | Libanês      | Ziad Doueiri                          | Não avançou |
| Luxemburgo         | Back in Trouble              | Luxemburguês | Andy Bausch                           | Não avançou |
| Macedônia do Norte | Zbogum na dvaesettiot vek!   | Macedônico   | Darko Mitrevski e Aleksandar Popovski | Não avançou |
| Marrocos           | Mektoub                      | Árabe        | Nabil Ayouch                          | Não avançou |
| México             | Un embrujo                   | Espanhol     | Carlos Carrera                        | Não avançou |
| Noruega            | Bare skyer beveger stjernene | Norueguês    | Torun Lian                            | Não avançou |
| Países Baixos      | De Poolse bruid              | Holandês     | Karim Traïdia                         | Não avançou |
| Porto Rico         | Héroes de otra patria        | Espanhol     | Iván Dariel Ortiz                     | Não avançou |
| Portugal           | Inquietude                   | Português    | Manoel de Oliveira                    | Não avançou |
| Quirguistão        | Beshkempir                   | Quirguiz     | Aktan Abdykalykov                     | Não avançou |
| Reino Unido        | Cameleon                     | Galês        | Ceri Sherlock                         | Não avançou |
| República Tcheca   | Je třeba zabít Sekala        | Tcheco       | Vladimír Michálek                     | Não avançou |
| Roménia            | Terminus Paradis             | Romeno       | Lucian Pintilie                       | Não avançou |
| Rússia             | Sibirskiy tsiryulnik         | Russo        | Nikita Mikhalkov                      | Não avançou |
| Sérvia             | Bure baruta                  | Sérvio       | Goran Paskaljević                     | Não avançou |
| Suécia             | Fucking Åmål                 | Sueco        | Lukas Moodysson                       | Não avançou |
| Suíça              | La Guerre dans le Haut Pays  | Francês      | Francis Reusser                       | Não avançou |
| Tailândia          | Ta fa likit                  | Tailandês    | Oxide Pang Chun                       | Não avançou |
| Taiwan             | Hāi shàng huā                | Mandarim     | Hou Hsiao-hsien                       | Não avançou |
| Venezuela          | Rizo                         | Espanhol     | Julio Sosa Pietri                     | Não avançou |